# Заплавка (Волгоградська область)
Заплавка (рос. Заплавка) — село у Даниловському районі Волгоградської області Російської Федерації.
Населення становить 181 особу. Входить до складу муніципального утворення Плотниковське сільське поселення.

## Історія
Село розташоване у межах українського історичного та культурного регіону Жовтий Клин.
Згідно із законом від 22 грудня 2004 року № 1058-ОД органом місцевого самоврядування є Плотниковське сільське поселення.

## Населення
| 2010 |
| ---- |
| 181  |